# Bingoberra och Bingolotta

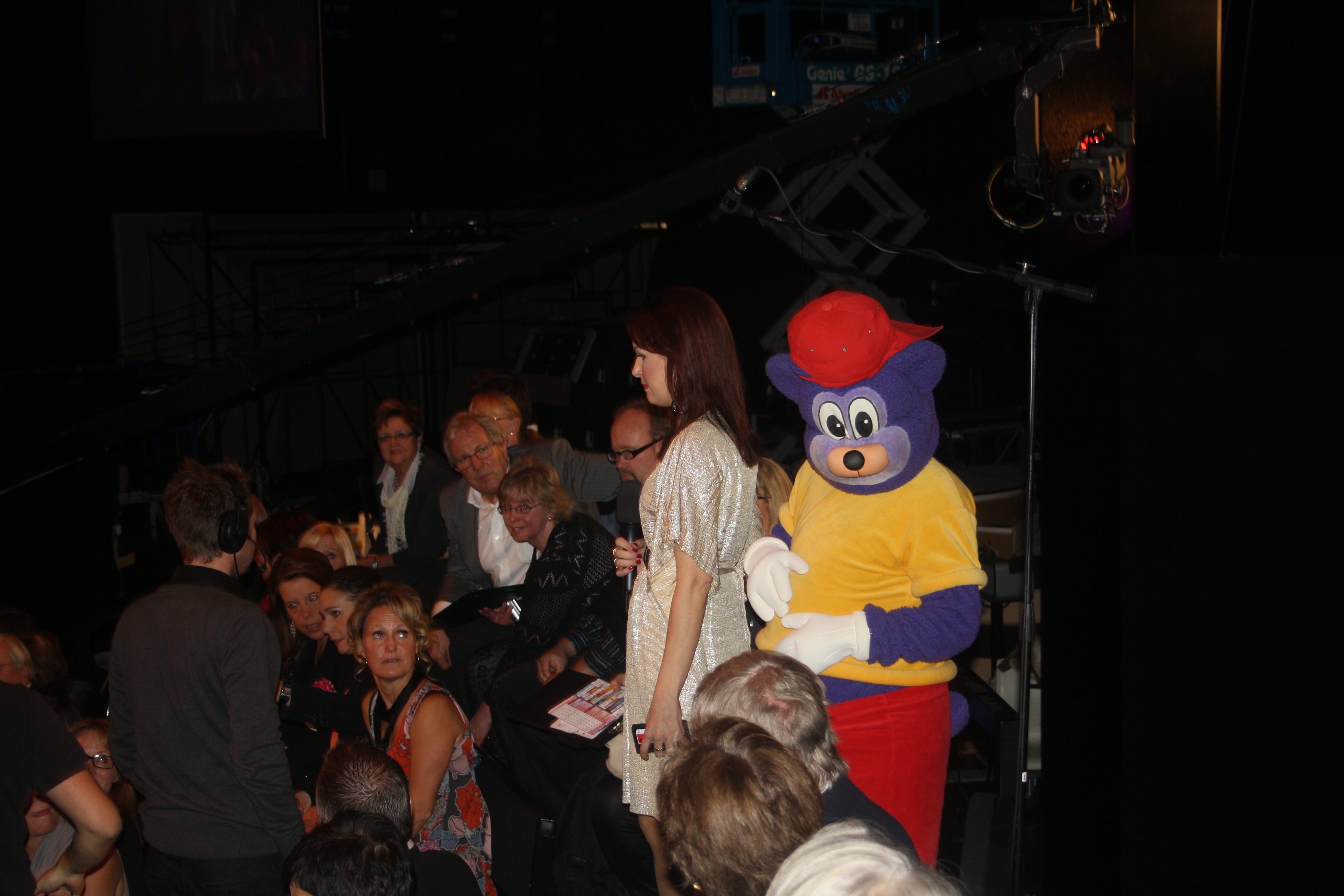
Bingoberra med en hallåa från TV4

Bingoberra och Bingolotta är två lila björnar som är maskotar för Bingolotto. Bingoberra började användas i oktober 1992, ett år efter premiär i TV4. Bingoberra fick en flickvän, Bingolotta till höstpremiären 1993 och började som en levande figur i programmet för första gången den 7 maj 1994 och talade även då.
Bingoberra och Bingolotta hade i programmet hand om barntävlingen tillsammans med programledaren Leif "Loket" Olsson från 1992 till 1999. Bingoberra har även haft en egen hemsida, bingoberra.com där man kunnat se vinnarna i barntävlingen och veckans rebus. Sidan innehöll även en webbshop. Bingoberra och Bingolotta dök sen upp i tioårsjubileumsprogrammet där de assisterade Loket under den tiden han var på scenen. 
Bingoberra och Bingolotto dök sedermera upp igen under våren 2004 då Loket återkom som programledare. Under 2000 gömde sig en Bingolotta i flera av de hemliga lådorna i den lokala Göteborgsversionen av Bingolotto. Innehöll lådan Bingolotta lottades även vinsten ut på ett lottnummer. I programmet har man efter 2004 fabulerat om att Bingoberra skulle sysselsätta sig med att sköta ismaskinen på en ishockeyarena och att han sedan år 2000 skulle vara inneboende hos Thomas Ravelli där han hjälper till med hushållsysslorna.

## Bakom kulisserna
Programmet har fått många förfrågningar om vem som är i Bingoberra-dräkten men produktionen har aldrig avslöjat vilka som har arbetat som figurerna. En som på senare tid sagt sig arbeta som Bingoberra är Josefine Sundström.